# 존 그레고리 크레이스
존 그레고리 크레이스 경은 잭 크레이스로도 알려져 있으며 산호해 해전에서 44기동부대를 지휘한 인물이다.

## 해군 경력
크레이스는 이후 영국 해군에 지원했다. 그는 HMS 프린스 오브 웨일스에서 1902년 5월 훈련을 받았다. 어뢰 장교로 훈련받으면서 크레이스는 제1차 세계 대전 기간 동안 전투순양함 틀:HMAS에서 복무했다. 그는 이후 전간기 동안 오스트레일리아를 여러 번 왔다갔다 했으며 1939년 9월 오스트레일리아 편대에 배정받았다. 그가 시드니에 도착한 이후 크레이스는 왕립 오스트레일리아 해군에서 무시당했고, 사임을 원했다. 그러나 태평양 전쟁 발발 이후, 크레이스는 안작 부대의 안작 해군 편대 사령관으로 임명되었다.
1941년 그는 바스 훈장을 받았다. 이후 산호해 해전에서 크레이스는 뉴기니 남쪽을 순찰하던 중 일본군의 공습으로 간신히 도주했다. 1942년 6월 그는 부제독으로써 영국으로 복귀했고, 채텀 항만을 지휘하게 되었다. 그는 1945년 은퇴 명단에 배치되었으나 1946년 7월까지 채텀 항의 지휘를 맡았다. 1947년 그는 대영 제국 훈장 수훈자가 되었다.
1968년 햄프셔 주에서 존 크레이스 경은 사망했다. 오스트레일리아 수도 준주의 외곽 지역인 크레이스 (오스트레일리아 수도 준주)는 에드워드 켄달 크레이스의 이름을 딴 것으로, 그는 존 크레이스의 부친이다.